# Anticipating
"Anticipating" là một bài hát của nghệ sĩ thu âm người Mỹ Britney Spears. Nó được phát hành tại Pháp như đĩa đơn thứ tư từ album phòng thu thứ ba của cô Britney (2001). Ca khúc do Spears sáng tác và do Brian Kierulf cùng Josh Schwartz. Lời ca khúc nói về tình bạn giữa những người phụ nữ. Nó nhận được nhiều lời khen ngợi, các nhà phê bình đánh giá cao lời hát nội lực và so sánh với những nhạc phẩm ở thập niên 1980 của Madonna và Rick Astley. Nó đạt đến vị trí 38 trên tại Pháp. "Anticipating" được trình diễn tại Dream Within a Dream Tour (2001–2002). Video của ca khúc là phần trình diễn nằm trong Live from Las Vegas.

## Danh sách track và định dạng
- Đĩa đơn CD[2]

1. "Anticipating" – 3:16
2. "I'm Not a Girl, Not Yet a Woman" (Metro Mix) – 5:25
3. "Overprotected" (Darkchild Remix) – 3:18

- Đĩa than 12" (The French Remixes)

1. "Anticipating" (phối lại bởi Alan Braxe) — 4:07
2. "Anticipating" (phối lại bởi Alan Braxe) — 1:27
3. "Anticipating" (Antoine Clamaran Club Mix) — 6:25
4. "Anticipating" (Antoine Clamaran Instru Mix) — 6:25
5. "Anticipating" (PK'Chu & RLS' Sweet & Sour Mix) — 5:58
6. "Anticipating" (PK'Chu & RLS' Hard & Sexy Mix) — 5:43
7. "Anticipating" (PK'Chy & RLS' Hard & Sexy Dub Mix) — 5:43

## Xếp hạng
| Bảng xếp hạng (2002) | Vị trí cao nhất |
| -------------------- | --------------- |
| Pháp (SNEP)          | 38              |